# Bāgalwād
Bāgalwād är en ort i Indien.   Den ligger i distriktet Raichur och delstaten Karnataka, i den södra delen av landet, 1 400 km söder om huvudstaden New Delhi. Bāgalwād ligger 413 meter över havet och antalet invånare är 7 543.
Terrängen runt Bāgalwād är platt. Runt Bāgalwād är det ganska tätbefolkat, med 199 invånare per kvadratkilometer. Närmaste större samhälle är Mānvi, 18,7 km öster om Bāgalwād. Trakten runt Bāgalwād består till största delen av jordbruksmark.